# Achigã
O achigã (do francês achigan; nome científico: Micropterus salmoides) é um peixe carnívoro de água doce da família dos centrarquídeos (Centrarchidae) nativo do leste e centro dos Estados Unidos, sudeste do Canadá e norte do México, mas amplamente introduzida em outros lugares, como Portugal. É considerado peixe símbolo dos estados da Geórgia e Mississípi, e o peixe de água doce dos estados da Flórida e Alabama. No Brasil, consta na Lista de espécies invasoras no Brasil. Consta em quinquagésimo quinto na lista das 100 das espécies exóticas invasoras mais daninhas do mundo da União Internacional para a Conservação da Natureza (UICN)

## Etimologia
A palavra "achigã" tem origem no francês canadense "achigan", que por sua vez deriva de palavras indígenas do Canadá, onde os colonos franceses ouviram os nativos chamarem este peixe.

## Descrição
O achigã é um peixe verde-oliva a cinza esverdeado, marcado por uma série de manchas escuras, às vezes pretas, formando uma faixa horizontal irregular ao longo de cada flanco. A mandíbula superior (maxila) se estende além da margem traseira da órbita. É o maior do gênero Micropterus, atingindo comprimento total máximo registrado de 29,5 polegadas (75 centímetros) e um peso máximo não oficial de 25 libras e 1 onça (11,4 quilos). Dimorfismo sexual é encontrado, com a fêmea sendo maior que o macho. A expectativa de vida média na natureza é de 10 a 16 anos.

## Alimentação
O achigã juvenil consome principalmente pequenos peixes isca, anfípodes, diplóstracos, copépodes, pequenos camarões e insetos. Os adultos consomem peixes menores (Lepomis macrochirus, Fundulus diaphanus e vairões), alosíneos, minhocas, caracóis, lagostins, sapos, cobras, salamandras, morcegos e até mesmo pequenas aves aquáticas, mamíferos, filhotes de tartaruga e jacaré. Em lagos e reservatórios maiores, o achigã ocupa água um pouco mais profunda do que os peixes mais jovens, e muda para uma dieta composta quase inteiramente de peixes menores como alosíneos, Perca flavescens, Cisco, catostomídeos, outros ciprinídeos, aterinopsídeos, e centrarquídeos (como Lepomis macrochirus e Lepomis cyanellus). Também consome membros mais jovens de espécies de peixes maiores, como bagre, truta, Sander vitreus, Morone chrysops, Morone saxatilis e pequenos Micropterus. Entre as espécies de lagostins predadas incluem Orconectes difficilis, Orconectes harrisonii, Orconectes hartfieldi e Procambarus clarkii. Itens de presa podem ter até 50% do comprimento do corpo do achigã ou mais.
Estudos de utilização de presas por achigãs mostram que em águas cheias de ervas daninhas crescem mais lentamente devido à dificuldade de aquisição de presas. Menos cobertura de ervas daninhas permite que encontrem e capturem presas com mais facilidade, mas isso consiste em mais iscas de águas abertas. Com pouca ou nenhuma cobertura, podem devastar a população de presas e morrer de fome ou ser atrofiado. Os gerentes de pesca devem considerar esses fatores ao projetar regulamentos para corpos d'água específicos. Sob cobertura aérea, como margens salientes, arbustos ou estruturas submersas, como canteiros, pontas, corcovas, cumes e declives, o achigã usa seus sentidos de audição, visão, vibração e olfato para atacar e capturar seus presa. Espécimes adultos são geralmente superpredadores dentro de seu habitat, mas são predados por muitos animais enquanto jovens, incluindo garças-azuis-grandes, robalos maiores, Esox lucius, Sander vitreus, Esox masquinongy, Perca flavescens, Ictalurus punctatus, Nerodia sipedon, Pomoxis, carpa-comum e enguias-americanas. Várias espécies de guarda-rios e abetouro também se alimentam de achigã. Tanto os juvenis quanto os adultos são alvos da águia-careca (Haliaeetus leucocephalus).
Notavelmente na região dos Grandes Lagos, o achigã, juntamente com muitas outras espécies de peixes nativos, são conhecidos por atacar o invasor Neogobius melanostomus. Restos do referido peixe foram encontrados dentro dos estômagos do achigã de forma consistente. Esse hábito alimentar pode impactar positivamente o ecossistema, mas mais pesquisas devem ser realizadas para verificar isso. É ilegal usar ou possuir Neogobius melanostomus vivo como isca na região dos Grandes Lagos.

## Desova

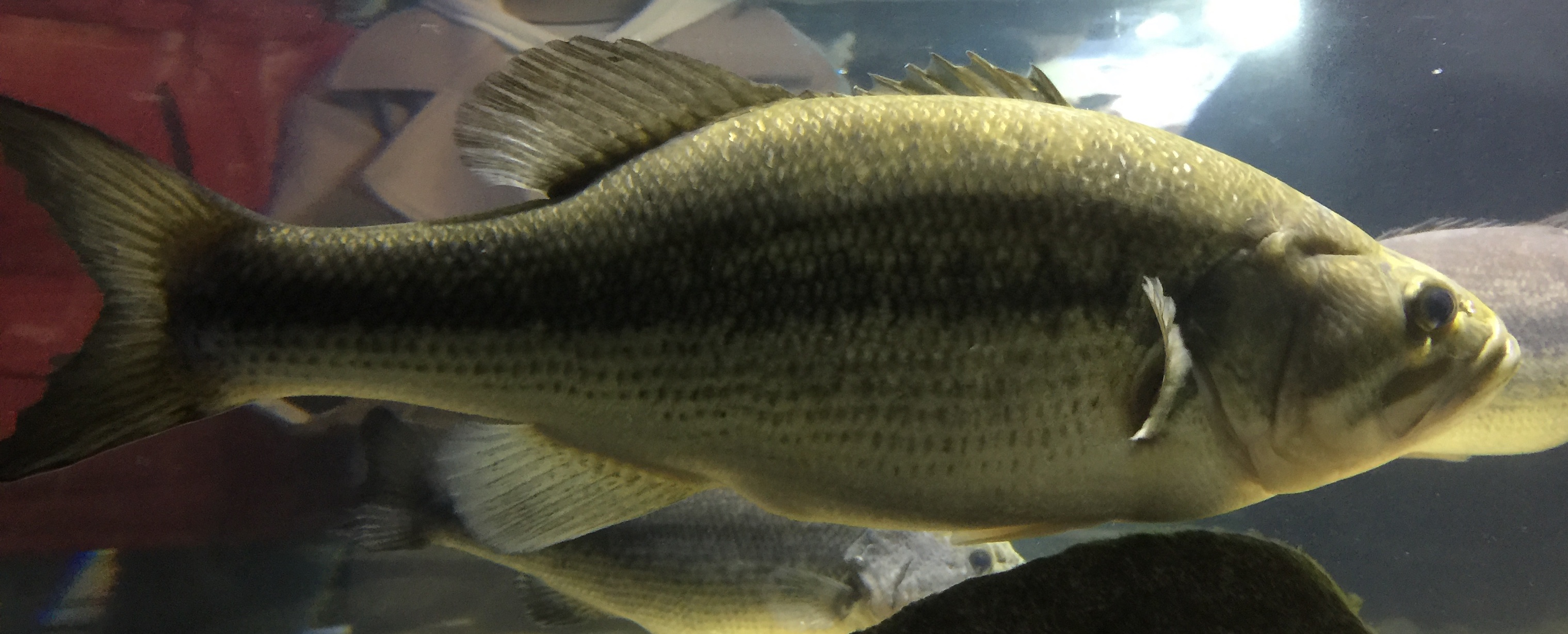
Vista lateral

O achigã geralmente atinge a maturidade sexual e começa a desovar quando tem cerca de um ano de idade. A desova ocorre na primavera, quando a temperatura da água permanece continuamente acima de 16 °C (60 °F) por um período de tempo suficiente. Na região norte dos Estados Unidos e Canadá, isso geralmente ocorre em qualquer lugar do final abril até o início de julho. Nos estados do sul, onde os espécimes maiores e mais saudáveis normalmente habitam, esse processo pode começar em março e geralmente termina em junho. Os machos formam ninhos movendo detritos do fundo do corpo de água usando suas caudas. Esses ninhos geralmente têm cerca de duas vezes o comprimento dos machos, embora isso possa variar. Os achigãs preferem fundos de areia, lama ou cascalho, mas também usam fundos rochosos e cheios de ervas daninhas onde há cobertura para seu ninho, como raízes ou galhos. Depois de terminar o ninho, os machos nadam perto do ninho procurando uma fêmea para acasalar. Depois que um é encontrado, os dois nadam juntos ao redor do ninho, virando seus corpos para que os óvulos e espermatozoides que estão sendo liberados entrem em contato no caminho ao ninho. Achigãs geralmente desovar duas vezes por primavera, com alguns desovando três ou quatro vezes, embora isso não seja tão comum. O macho então guarda o ninho até que os ovos eclodam, o que pode levar cerca de dois a quatro dias no sul dos Estados Unidos e norte do México, e um pouco mais na parte norte de sua área nativa. Finalmente, dependendo da temperatura da água, o macho ficará com o ninho até que os filhotes estejam prontos para nadar por conta própria, o que pode levar cerca de duas semanas após a eclosão. Depois disso, o macho, a fêmea e os recém-nascidos mudarão para um modo mais de verão, no qual se concentram mais na alimentação.

## Pesca

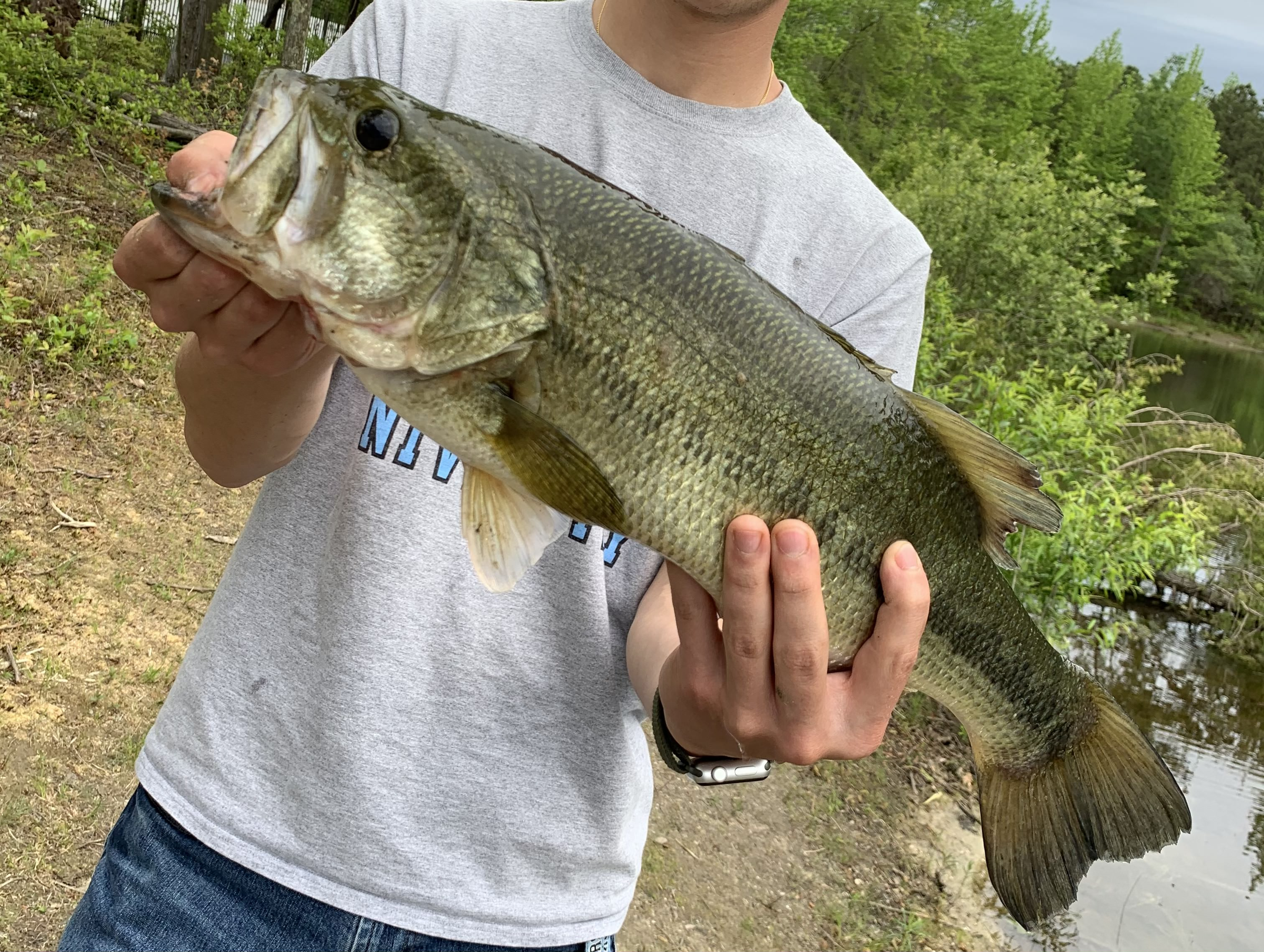
Espécime capturado em Nova Jérsei

O maior achigã registrado de acordo com a Associação Internacional de Pesca Desportiva (IGFA) é compartilhado por Manabu Kurita e George W. Perry. O achigã de Kurita foi capturado no lago Biua no Japão em 2 de julho de 2009 e pesava 10,12 quilos (22 libras e 5 onças). Este recorde é compartilhado porque a IGFA afirma que um novo recorde deve superar o antigo recorde em pelo menos 2 onças. O achigã é muito procurado pelos pescadores e é conhecido pela emoção de sua 'luta', ou seja, quão vigorosamente o peixe resiste a ser arrastado para o barco ou para a praia depois de ser fisgado. O peixe muitas vezes fica no ar em seu esforço para lançar o anzol, mas muitos dizem que sua espécie prima,  Micropterus dolomieu, é ainda mais agressiva.[25] Os pescadores costumam pescar achigã com iscas como isca giratória, minhoca de plástico (e outras iscas de plástico), jig, isca de manivela e isca viva, como minhocas e peixinhos. Uma tendência recente é o uso de grandes iscas de natação para atingir o achigã que muitas vezes se alimenta de trutas-arco-íris juvenis na Califórnia. A pesca com mosca para o achigã pode ser feita usando imitações de águas superficiais e minhocas amarradas com materiais naturais ou sintéticos. Outras iscas vivas, como sapos ou lagostins, também podem ser produtivas. Grandes Notemigonus crysoleucas são uma isca viva popular usada para capturar achigãs, especialmente quando são lentos no calor do verão ou no frio do inverno.

## Espécies invasivas
O achigã foi introduzido em muitas outras regiões e países devido à sua popularidade como peixe esportivo. Ele causa o declínio, deslocamento ou extinção de espécies em seu novo habitat por meio de predação e competição, por exemplo na Namíbia. Também é uma espécie invasora na província canadense de Nova Brunsvique e está na lista de observação em grande parte do extremo norte dos Estados Unidos e Canadá. Em águas mais frias, esses peixes costumam ser um perigo para alevinos nativos, como salmão e truta. Também foram responsabilizados pela extinção do mergulhão-de-atitlan, uma grande ave aquática que habitava o Lago Atitlã, Guatemala. Em 2011, pesquisadores descobriram que em riachos e rios da Península Ibérica, os juvenis de achigã eram capazes de demonstrar plasticidade trófica, o que significa que foram capazes de ajustar seus hábitos alimentares para obter a quantidade necessária de energia necessária para sobreviver. Isso permite que sejam bem sucedidos como espécie invasora em teias alimentares aquáticas relativamente estáveis. Da mesma forma, um estudo feito no Japão mostrou que a introdução de achigã e Lepomis macrochirus em lagoas agrícolas causou aumento no número de organismos bentônicos, resultante da predação de peixes, crustáceos e ninfas pelo achigã. O achigã vem causando reduções acentuadas nas populações de peixes nativos no Japão desde 1996, especialmente em Rhodeus no lago Izunuma-Uchinuma.